# Чжуан-цзы
Чжуан-цзы, также Чжуан Чжоу (кит. трад. 莊子, упр. 庄子, пиньинь Zhuāngzǐ; Учитель Чжуан, 369 до н. э. — 286 до н. э.) — китайский философ эпохи Сражающихся царств, входящий в число учёных Ста Школ.
Чжуан-цзы — автор одноименного труда «Чжуан-цзы», который является компиляцией личных сочинений Чжуан Чжоу, а также его последователей. Он дошёл до нас не целиком, от первоначального объема более чем в 100 тыс. слов доступно только около 66 тыс., вместо 52 глав — всего 33.

## Биография
О жизни автора почти ничего неизвестно. Возможно, Чжуан-цзы был младшим современником Мэн-цзы (372 до н. э. — 289 до н. э.). Чжуан-цзы жил между 369 до н. э. и 286 до н. э. Он родился в городе Мэн (蒙城 Méng Chéng) царства Сун (на территории современного уезда Мэнчэн провинции Аньхой). Он получил имя Чжоу (周 Zhōu), его называли также Мэн-ши 蒙吏, (чиновник Мэн), Мэн Чжуан (蒙莊 Méng Zhuāng) или Мэн-Старший (蒙叟 Méng sǒu).
Все сведения о жизни мыслителя содержатся преимущественно в самом трактате. Но исследователи не могут им полностью доверять, так как считается, что самому философу принадлежат только 7 первых, внутренних «глав», тогда как остальные были написаны в более позднее время последователями разных взглядов и школ.

## Философия
Философия Чжуан-цзы рассматривает жизнь как безграничную, а знание как ограниченное. Чжуан-цзы же считал, что преследовать безграничное, имея только ограниченное, глупо. Наш язык и познание уже предполагает дао (путь), с которым каждый из нас связан прошлыми путями. Таким образом, мы должны понимать, что даже наши наиболее тщательно обдуманные выводы могли бы казаться ошибочными, если бы у нас был другой прошлый опыт. Чжуан-цзы считал, что наши естественные склонности смешиваются с приобретёнными. Выводы и выбор следующего шага обусловлен этим уникальным набором естественных и приобретённых свойств.
Ч. Э. Грэм и Го Можо считают, что Чжуан-цзы в начале своего пути мог быть конфуцианцем. Так, Го Можо отмечает некоторые места, в которых содержатся положительные высказывания о самом Конфуции. Но к ним нельзя питать особого доверия, так как при взгляде на два учения, можно, вероятнее всего, говорить об учении Конфуция, как противоположном учению Чжуан-цзы. Главы трактата имеют гетерогенное происхождение, на которое было указано еще Су Ши в 1078. О влиянии Лао-цзы на Чжуан-цзы говорить с точностью ничего нельзя. Возможно, два философа не знали о существовании друг друга, их стали упоминать вместе как родоначальников даосизма только во II веке до н. э.
Однако мы можем с большой вероятностью допускать влияние школы имен, софистов, об этом можно сделать вывод на основании частоты упоминания в тексте самого Хуэй Ши (около IV в. до н. э.), являвшегося одним из основоположников «школы имен». В сценах бесед Чжуан Чжоу и Хуэй Ши мы видим сомнение относительно того, что может быть высказано, так как суждения о вещах могут быть истинными лишь условно.
Можно предполагать влияние шаманизма на взгляды Чжуан Чжоу. Во многих местах произведения часто встречаются места, содержащие мифические образы, которые не так легко поддаются интерпретации, и напоминают собой образы из шаманистских практик. Аргументом в пользу данного предположения служит развитие религиозного даосизма, концентрирующегося на психотехнических и алхимических практиках. Кроме того, сами представления о непознаваемом пути-Дао вряд ли могли возникнуть под влиянием только конфуцианцев и школы имен.
Взглядам Чжуан-цзы в некоторой степени свойственен скептицизм, так как он считает, что даже если придерживаться лучших из доступных способов суждения, все равно можно допустить ошибку. Но подобный взгляд в то же время не побуждает философа к отказу от каких-либо суждений, и в данном случае мы имеем дело с умеренным скептицизмом. Сопоставляя Чжуан-цзы с греческими скептиками, мы можем сказать, что его отличие от последних состоит в представлениях о Дао-пути, о котором философ высказывается весьма определенно; эти представления имеют скорее мистический характер. Дао не является вещью, оно «вещит вещи» (делает вещи вещами), познание Дао ведет к просветленности. Принимая в расчет, что исследователи отмечают влияние философии Чжуан-цзы на Чань буддизм, при поиске западного аналога Чжуан-цзы мы могли бы говорить о Майстере Экхарте, со взглядами которого чань сравнивал Дайсэцу Судзуки.